# Lucas van Valckenborch
Lucas van Valckenborch, také Valkenborch či Valkenborgh (kolem roku 1535 Lovaň – 1597 Frankfurt nad Mohanem) byl vlámský malíř, který se proslavil obrazy krajin. Maloval však také alegorie, portréty či obrazy s obchodní tematikou. Působil jako dvorní malíř Matyáše Habsburského.

## Životopis
O počátcích jeho umělecké kariéry, včetně toho, kde se naučil malovat, je toho známo velmi málo.
Roku 1560 se stal členem malířského cechu v Mechelenu, v dnešní Belgii, který tehdy byl centrem krajinářské olejomalby. V roce 1566 jakožto protestant odešel se svým bratrem Martenem van Valckenborchem z Antverp do německy mluvícího prostoru. Velký vliv na jeho tvorbu měla cesta údolím řeky Mosely. V roce 1570 začal na dobu dvou let působit v Cáchách, a to společně s bratrem a malířem Vredemannem de Vriesem. Roku 1575 se vrátil do Antverp a před rokem 1579 jej povolal do svých služeb Matyáš Habsburský, bratr Rudolfa II., který byl sám později korunován císařem, ale v letech 1578–1581 byl generálním místodržícím v Nizozemí. Po ztrátě funkce se dvůr přesunul do rakouského Linzu a s ním i Lucas van Valckenborch.
V roce 1593 přišla nová životní etapa, když se přestěhoval ke svým sourozencům do Frankfurtu nad Mohanem. Tam také žil až do své smrti o necelé čtyři roky později – zemřel dne 2. února roku 1597.

## Tvorba

Dvojportrét starších manželů

Maloval především venkovské krajiny, alegorie i lovecké scény. Mezi jeho významná díla patří:
- Portrét Rudolfa II. (před 1585), knížecí lichtenštejnské sbírky ve Vídni/Vaduzu[4] (26. 5. 2021 instalován na výstavě v Muzeu východních Čech v Hradci Králové[5])
- Pohled na Huy od Ahinu, Koninklijk Museum voor Schone Kunsten, Antverpy
- Letní krajina (1585), Kunsthistorisches Museum, Vídeň
- Jarní krajina (1586), Kunsthistorisches Museum, Vídeň
- Zimní krajina (1586), Kunsthistorisches Museum, Vídeň
- Pohled na Antverpy se zamrzlou Šeldou (1590), Städelsches Kunstinstitut, Frankfurt
- Babylonská věž (1594), Louvre, Paříž
- Letní krajina při sklizni

Při tvorbě zátiší v závěru kariéry spolupracoval se svým žákem Georgem Flagelem (1566–1638), s ním namaloval několik společných děl, např. Dvojportrét starších manželů (1595), Jaro (1595), Léto (1595) a Podzim (1595).

Obraz Arcivévoda Matyáš u léčivého pramene se nachází v harrachovských zámeckých sbírkách na Hrádku u Nechanic.

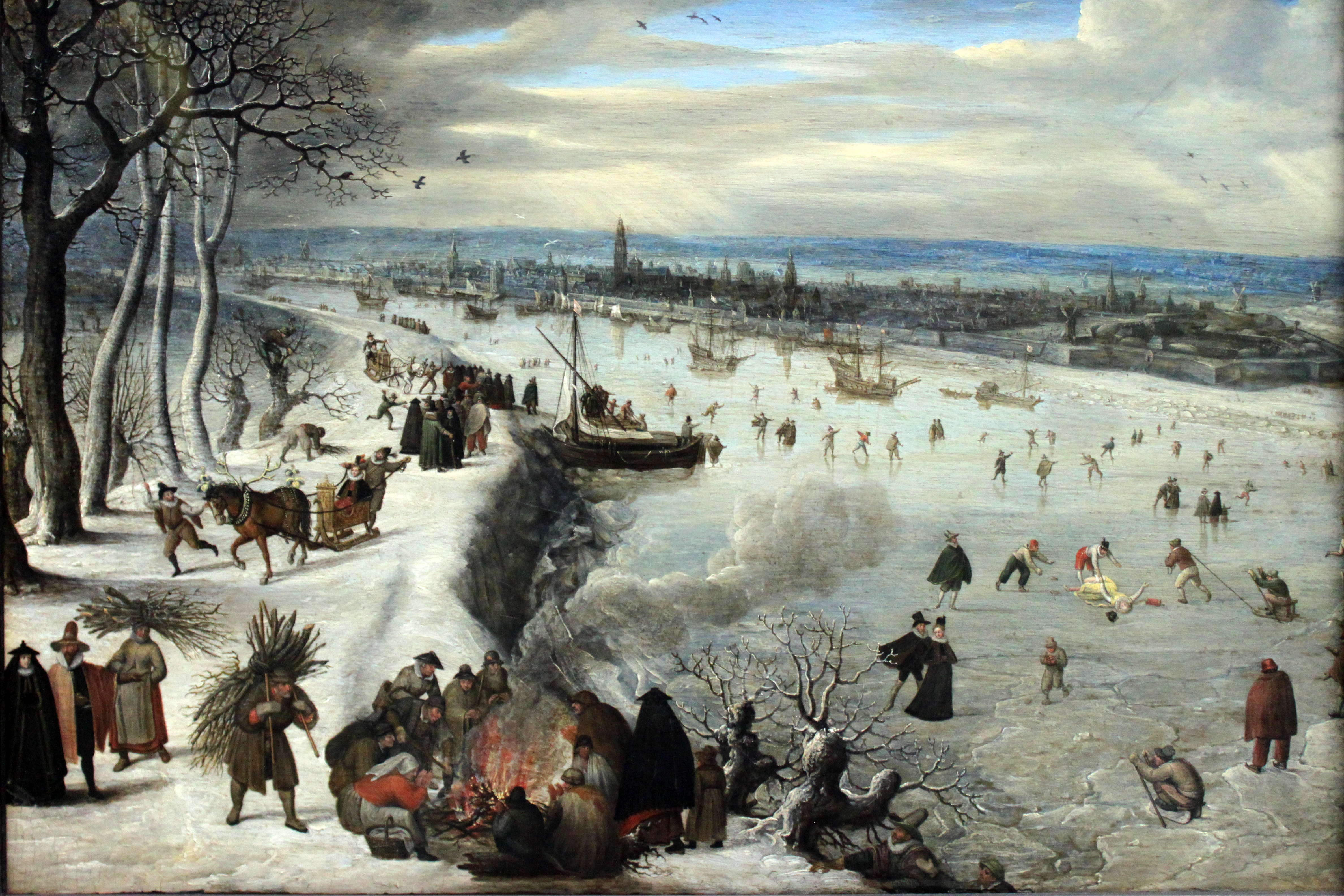
Pohled na Antverpy se zamrzlou Šeldou
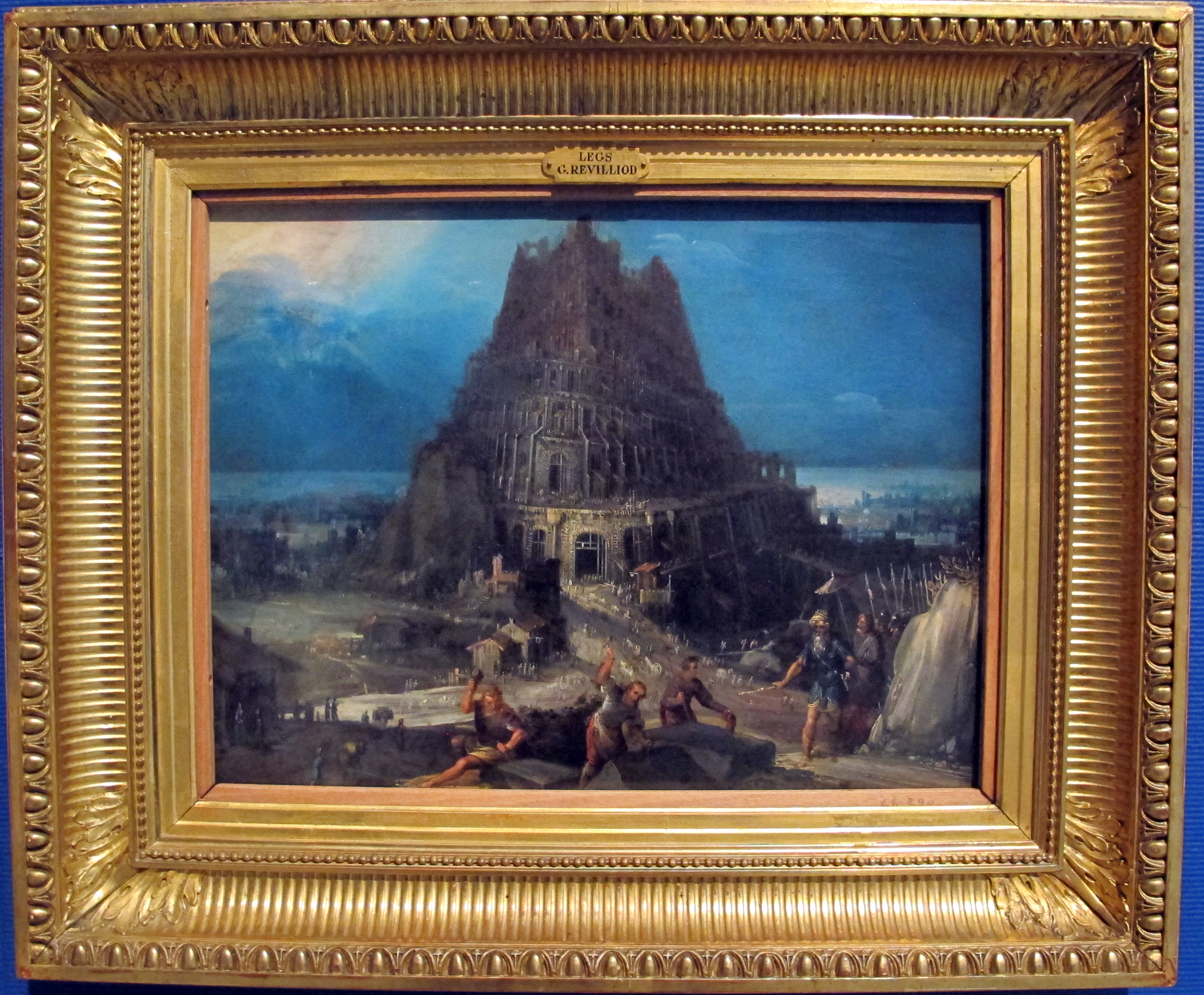
Babylonská věž
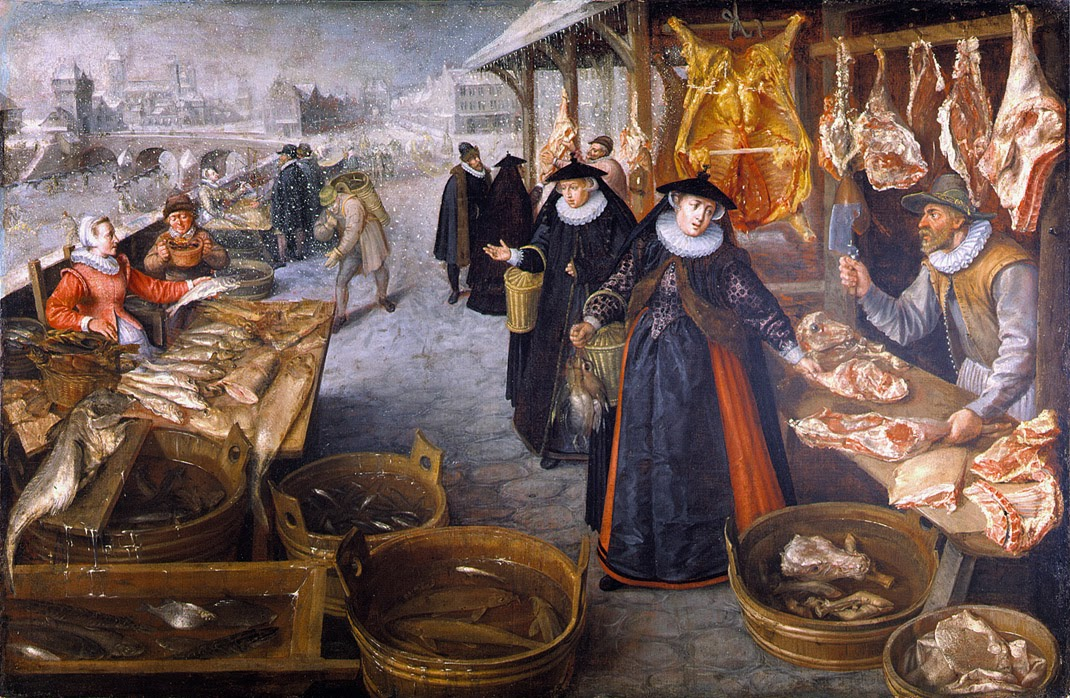
Masný a rybí trh (zima)
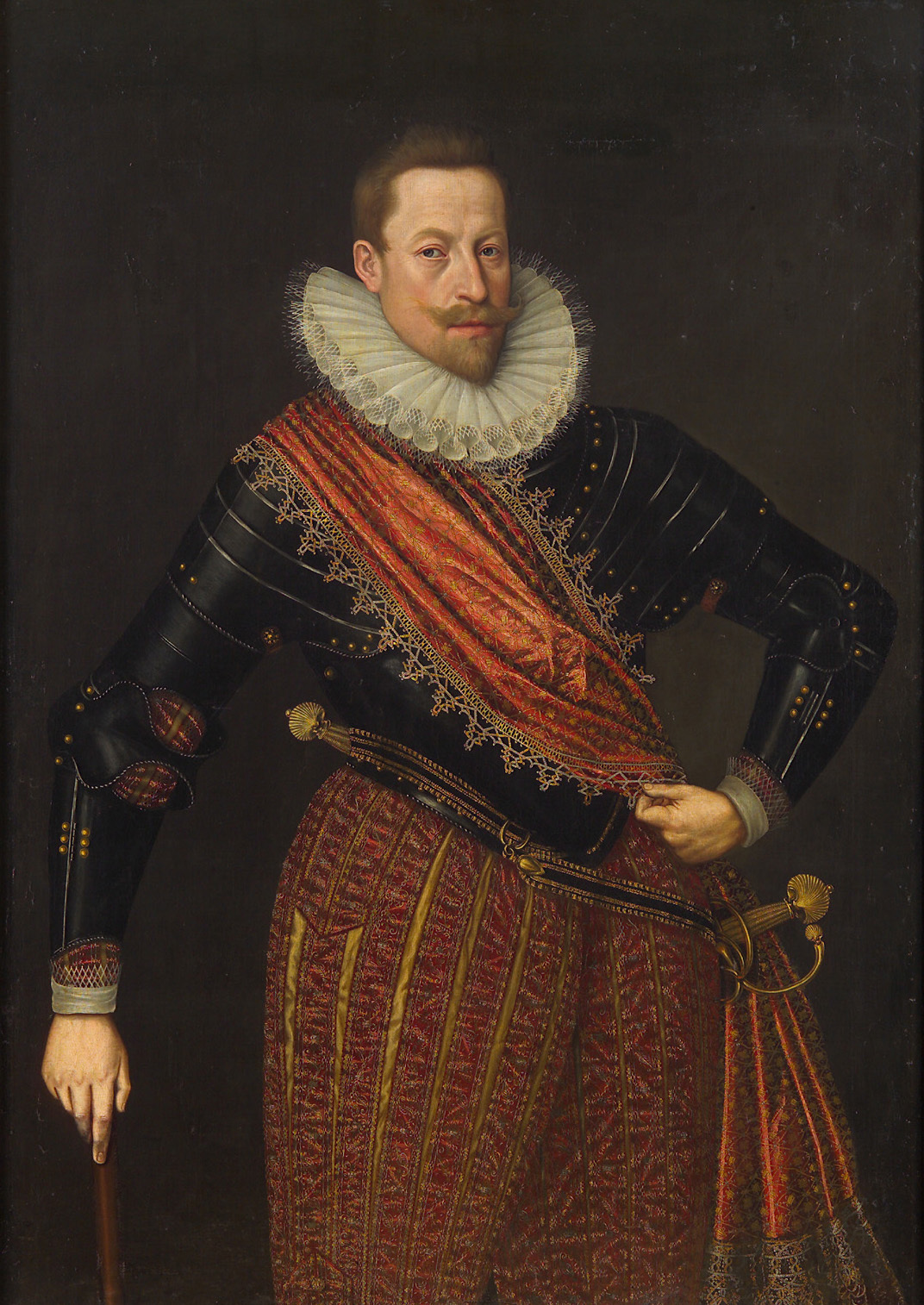
Portrét Matyáše Habsburského

## Rodina
Lucas van Valckenborch patřil do významného malířského rodu, v němž bylo v rámci tří generací evidováno 14 výtvarných umělců. Mezi nejvýznamnější představitele rodu patřil zejména Lucasův starší bratr Marten van Valckenborch (1535–1612) a Martenovi synové Frederik van Valckenborch a Gillis van Valckenborch (1570–1622). Malířem byl rovněž Lucasův syn Marten (před rokem 1566–1597).